# Eocapnia yezoensis
Eocapnia yezoensis is een steenvlieg uit de familie Capniidae. De wetenschappelijke naam van de soort is voor het eerst geldig gepubliceerd in 1955 door Kawai.